# Fritz Braune
Karl Günther Fritz Braune (Mehrstedt, 18 luglio 1910 – Alsfeld, 30 dicembre 1992) è stato un militare tedesco, impiegato presso l'Ufficio Centrale per la Sicurezza del Reich (RSHA) e comandante del commando speciale dell'Einsatzgruppe C durante l'invasione dell'Unione Sovietica, condannato per crimini di guerra.

## Biografia
Il 1º dicembre 1931 Fritz Braune si unì al NSDAP (numero di iscrizione 498.084) e il 1º novembre 1935 alle SS (numero di iscrizione 272.564).
Dopo l'occupazione della Norvegia nel 1940, l'SS-Sturmbannführer Fritz Braune lavorò per il servizio di sicurezza a Oslo.
Dal 2 ottobre 1941, durante l'invasione dell'Unione Sovietica, succedette a Günther Herrmann come comandante del Sonderkommando 4b nell'Einsatzgruppe C, al seguito del Heeresgruppe Süd. Braune fu quindi uno dei responsabili nell'assassinio degli ebrei nell'Ucraina occupata. Suo fratello, Werner Braune, ha guidato il Sonderkommando 11b nell'Einsatzgruppe D.
Il 21 marzo 1942, Fritz Braune fu sostituito da Walter Haensch come comandante del Sonderkommando 4b.
In seguito lavorò nel Dipartimento IA 4 (Informazioni personali della SD) della RSHA. Il 20 aprile 1944 fu nominato SS-Obersturmbannführer.

## Dopo il 1945
Il 12 gennaio 1973, Fritz Braune fu condannato a nove anni di carcere dal tribunale regionale di Düsseldorf per aver preso parte all'uccisione degli ebrei sovietici e ucraini malati di mente a Poltava, Artemovsk, Vinnitsa, Kirovograd e Gorlowka.